# Stormborn
Stormborn è il sesto album in studio del gruppo musicale svedese Bloodbound, pubblicato il 19 novembre 2014 dalla AFM Records.

## Tracce
1. Bloodtale – 1:43
2. Satanic Panic – 4:30
3. Iron Throne – 3:36
4. Nightmares from the Grave – 5:13
5. Stormborn – 5:50
6. We Raise the Dead – 3:55
7. Made of Steel – 3:52
8. Blood of my Blood – 3:51
9. When the Kingdom Will Fall – 5:39
10. Seven Hells – 4:01
11. When All Lights Fail – 4:08

Durata totale: 46:18

## Formazione
- Patrik Johansson – voce
- Tomas Olsson – chitarra
- Henrik Olsson – chitarra ritmica
- Fredrik Bergh – tastiera, cori
- Anders Broman – basso
- Pelle Åkerlind – batteria